# Kerry Harris
Kerry Harris (Australia, 19 settembre 1949) è un'ex tennista australiana.

## Biografia
Durante la sua carriera giunse in finale nel doppio al Roland Garros nel 1971 perdendo contro la coppia composta da Gail Sherriff Chanfreau e Françoise Dürr in due set (6–4, 6–1), la sua compagna nell'occasione era Helen Gourlay Cawley. 
Vinse gli Australian Open  del 1972 sempre nel doppio con Helen Gourlay Cawley battendo Patricia Coleman e Karen Krantzcke per 6–0, 6–4, giungendo negli anni seguenti in finale, sia nel 1973 che nel 1974. Nel Torneo di Wimbledon del 1969 giunse ai quarti di finale.
Nel singolo il suo miglior piazzamento fu una semifinale all'Australian Open del 1972 dove venne sconfitta da Virginia Wade, poi vincitrice della competizione.